# Université de comptabilité du Botswana
Pour les articles homonymes, voir BAC.
L'université de comptabilité du Botswana (en anglais : Botswana Accountancy College ou BAC) est un établissement public d'enseignement supérieur botswanais situé dans la ville de Gaborone, la capitale du pays.

## Historique
Fondée en 1996, l'établissement dispose de campus situés à Gaborone et à Francistown.